# 植村立郎
 植村 立郎（うえむら りつろう、1946年 - ）は、日本の裁判官。鹿児島県出身。東京大学卒業 。新潟地方裁判所所長などを経て東京高等裁判所部総括判事（第7刑事部）。

## 経歴
- 1969年　司法修習生
- 1971年　名古屋地方裁判所判事補任官
- 1974年　福島地方裁判所・福島家庭裁判所会津若松支部判事補
- 1976年　最高裁判所刑事局付
- 1978年　東京地方裁判所判事補
- 1979年　釧路地方裁判所・釧路家庭裁判所判事補
- 1981年　東京高等裁判所判事職務代行
- 1984年　静岡地方裁判所・静岡家庭裁判所判事
- 1988年　東京地方裁判所判事
- 1991年　札幌地方裁判所部総括判事
- 1995年4月　東京高等裁判所判事
- 1995年6月　東京地方裁判所部総括判事
- 1999年　東京高等裁判所判事
- 2000年　函館地方裁判所長・函館家庭裁判所長
- 2002年　新潟地方裁判所長
- 2004年　東京高等裁判所部総括判事（第7刑事部）
- 2011年　東京高等裁判所部総括判事　退官
- 2011年　東京第一弁護士会　登録

主に刑事裁判を担当。

## 担当訴訟
- 三菱自工事件（一審東京地裁裁判長　1998年3月20日）[1]
- 板橋区両親殺人事件（二審東京高裁裁判長　2007年）

2005年に東京板橋区で両親を殺害したとして殺人と激発物破裂の罪に問われた当時15歳の長男に対し、父親からの虐待と不適切な養育を認め、懲役14年とした一審判決を破棄し懲役12年の判決を下した。
- オウム真理教事件・中川智正（被告）の控訴審（二審東京高裁裁判長　2007年）

地下鉄サリン事件、坂本弁護士一家殺害事件、松本サリン事件などで殺人罪に問われた中川に対し、一審の死刑判決を支持し控訴を棄却。
- スーパーフリーによる集団暴行事件（二審東京高裁裁判長　2004年12月）

準強姦罪に問われた元大学生の被告に対し、控訴を棄却し懲役10年の一審判決を支持する判決。
- 特急あずさ窃盗冤罪事件（二審東京高裁裁判長　2006年）

特急あずさ内で女性の財布を盗んだとされる事件。一審の東京簡裁は、被害者のでっち上げである可能性を指摘し、無罪判決を下すも、二審の植村立郎裁判長は新証拠もないまま、実刑判決を下した。

## 著編書
- （小林充との共編）『刑事事実認定重要判決50選（上）（下）〔補訂版〕』（立花書房、2007年、初版2005年）
- 『実践的刑事事実認定と情況証拠〔再訂版〕』（立花書房、2008年、初版2006年）